# Cosovanca, Storojineț
Cosovanca (în ucraineană Косованка, transliterat Kosovanka) este un sat în raionul Storojineț din regiunea Cernăuți (Ucraina), depinzând administrativ de comuna Jadova. Are 397 locuitori, preponderent ucraineni.
Satul este situat la o altitudine de 386 metri, în partea de centru-nord a raionului Storojineț, la granița cu raionul Vijnița.

## Istorie
Localitatea Cosovanca a făcut parte încă de la înființare din regiunea istorică Bucovina a Principatului Moldovei. În ianuarie 1775, ca urmare a atitudinii de neutralitate pe care a avut-o în timpul conflictului militar dintre Turcia și Rusia (1768-1774), Imperiul Habsburgic (Austria de astăzi) a primit o parte din teritoriul Moldovei, teritoriu cunoscut sub denumirea de Bucovina. După anexarea Bucovinei de către Imperiul Habsburgic în anul 1775, localitatea Cosovanca a făcut parte din Ducatul Bucovinei, guvernat de către austrieci. 
După Unirea Bucovinei cu România la 28 noiembrie 1918, satul Cosovanca a făcut parte din componența României, în Plasa Flondoreni a județului Storojineț. Ca urmare a Pactului Ribbentrop-Molotov (1939), Bucovina de Nord a fost anexată de către URSS la 28 iunie 1940. Bucovina de Nord a reintrat în componența României în perioada 1941-1944, fiind reocupată de către URSS în anul 1944 și integrată în componența RSS Ucrainene.  
Începând din anul 1991, satul Cosovanca face parte din raionul Storojineț al regiunii Cernăuți din cadrul Ucrainei independente. Conform recensământului din 1989, numărul locuitorilor care s-au declarat români plus moldoveni era de 84 (83+1), adică 22,11% din populația localității . În prezent, satul are 397 locuitori, preponderent ucraineni.

## Demografie
Componența lingvistică a localității Cosovanca
     Ucraineană (99,5%)
     Alte limbi (0,5%)
Conform recensământului din 2001, majoritatea populației localității Cosovanca era vorbitoare de ucraineană (99,5%), existând în minoritate și vorbitori de alte limbi.
1989: 380 (recensământ)
2007: 397 (estimare)